# Те Уманибонг
Те Уманибонг или Национальный культурный центр и музей Кирибати (англ. Te Umanibong) — этнографический музей в Бикенибу на атолле Тарава в Кирибати. В нём находятся артефакты и другие предметы культурного и исторического значения. Единственный музей в республике Кирибати.

## Описание
Название музея uma ni bong переводится с языка кирибати как «звёздный дом».
Музей находится в подчинении Отдела культуры Министерства внутренних и социальных дел Республики Кирибати. Музей расположен на участке в полтора гектара в центре города Бикенибу. Национальный культурный центр и музей Кирибати состоит из главного здания размерами около 20 на 15 метров и двух других вспомогательных сооружений.
В музее представлено 250 экспонатов историко-культурного значения, а также прочие экспонаты и коллекции.